# Campionati del mondo di canottaggio 2024
I Campionati del mondo di canottaggio 2024 (in inglese 2024 World Rowing Championships) si sono svolti tra il 18 e il 25 agosto a St. Catharines, in Canada. L'evento ha incluso le specialità Senior, Under 23 e Under 19. Per quanto riguarda la categoria senior, sono state disputate solo le competizioni non olimpiche, a causa della concomitanza del Giochi della XXXIII Olimpiade di Parigi.

## Categoria senior
Specialità non-olimpiche/paralimpiche

### Uomini
| Evento                       | Oro                                                                                      | Tempo   | Argento                                                               | Tempo   | Bronzo                                                       | Tempo   |
| Pesi leggeri                 |                                                                                          |         |                                                                       |         |                                                              |         |
| Singolo (dettagli)           | Paul O'Donovan Irlanda                                                                   | 6:49.68 | Antonios Papakonstantinou Grecia                                      | 6:51.90 | Niels Torre Italia                                           | 6:52.64 |
| Quattro di coppia (dettagli) | Messico José Navarro Marco Velázquez Ugalde Miguel Carballo Nieto Rafael Mejía Gutiérrez | 5:47.39 | Stati Uniti James McCullough Casey Howshall Ian Richardson Jasper Liu | 5:47.74 | Germania Tim Streib Moritz Marchart Fabio Kress Joachim Agne | 5:50.52 |
| Due senza (dettagli)         | Austria Konrad Hultsch Paul Ruttmann                                                     | 6:34.78 | Paraguay Matías Ramírez Alberto Portillo                              | 6:42.54 | Moldavia Dmitrii Zincenco Nichita Naumciuc                   | 6:44.57 |

### Donne
| Evento               | Oro                                        | Tempo   | Argento                                | Tempo   | Bronzo                   | Tempo          |
| Pesi leggeri         |                                            |         |                                        |         |                          |                |
| Singolo (dettagli)   | Ionela Cozmiuc Romania                     | 7:29.92 | Zoi Fitsiou Grecia                     | 7:31.65 | Siobhan McCrohan Irlanda | 7:32.94        |
| Due senza (dettagli) | Polonia Jessika Sobocińska Katarzyna Wełna | 7:17.02 | Perù Alessia Palacios Valeria Palacios | 7:28.07 | Non attribuita           | Non attribuita |

### Paracanottaggio
| Evento | Oro                          | Tempo   | Argento        | Tempo          | Bronzo         | Tempo          |
| PR3M2− | Italia Luca Conti Igor Zappa | 7:29.26 | Non attribuita | Non attribuita | Non attribuita | Non attribuita |

## Medagliere
| Pos.   | Paese       | Oro | Argento | Bronzo | Totale |
| ------ | ----------- | --- | ------- | ------ | ------ |
| 1      | Irlanda     | 1   | 0       | 1      | 2      |
| 1      | Italia      | 1   | 0       | 1      | 2      |
| 3      | Austria     | 1   | 0       | 0      | 1      |
| 3      | Messico     | 1   | 0       | 0      | 1      |
| 3      | Polonia     | 1   | 0       | 0      | 1      |
| 3      | Romania     | 1   | 0       | 0      | 1      |
| 7      | Grecia      | 0   | 2       | 0      | 2      |
| 8      | Paraguay    | 0   | 1       | 0      | 1      |
| 8      | Perù        | 0   | 1       | 0      | 1      |
| 8      | Stati Uniti | 0   | 1       | 0      | 1      |
| 11     | Germania    | 0   | 0       | 1      | 1      |
| 11     | Moldavia    | 0   | 0       | 1      | 1      |
| Totale | Totale      | 6   | 5       | 4      | 15     |